# Тюрр, Иштван
Иштван Тюрр (венг. Türr István, итал. Stefano Türr; 10 августа 1825, Байя, Австрийская империя — 3 мая 1908, Будапешт, Австро-Венгрия) — венгерский и итальянский военачальник, генерал итальянской армии с 1861 г., революционер, соратник Гарибальди, архитектор, инженер-строитель каналов.

## Биография
Сын врача. В 17-летнем возрасте вступил в австрийскую армию. В 1848 в звании лейтенанта, военным инженером венгерского гренадерского полка участвовал в австро-итальянской войне. Дезертировал из императорской армии и в январе 1849 года состоял капитаном «венгерского легиона» Королевства Сардиния, сформированного из дезертиров австрийской армии.
Участник итальянского национально-освободительного движения и революции 1848—1849 гг. в Италии и Германии.
В 1854 году в составе турецкой и английской армий принимал участие в Крымской войне против России.
В 1860 г. участвовал в экспедиции тысячи гарибальдийцев в Южную Италию; был заместителем Гарибальди и сыграл важную роль в объединении Италии.
В качестве архитектора и инженера, принимал участие в проектировании Панамского и Коринфского каналов. В 1881 году, Иштван Тюрр, генерал и адъютант короля Италии, основал «Международную компанию Коринфского канала».
В последние годы своей жизни был известен как активист движения за мир.

## Память
- В честь Иштвана Тюрра названы улицы нескольких городов Венгрии (Будапешт, Байя, Дьёр, Папа, Печ и др.).
- На родине в г. Байя существует музей им. Иштвана Тюрра.
- Венгерская почта в 1960 году выпустила марку, посвящённую Тюрру.